# 1249 Резерфордія
1249 Резерфордія (1249 Rutherfordia) — астероїд головного поясу, відкритий 4 листопада 1932 року.
Тіссеранів параметр щодо Юпітера — 3,639.
Названо на честь Ернеста Резерфорда — британського фізика, лауреата Нобелівської премії з хімії (1908).